# Jerami Grant
Houston Jerami Grant (Portland, Oregón, 12 de marzo de 1994) es un jugador de baloncesto estadounidense que pertenece a la plantilla de los Portland Trail Blazers de la NBA. Con 2,01 metros de altura, juega en la posición de alero.

## Trayectoria deportiva

### Instituto
Grant asistió al instituto DeMatha Catholic High School en Hyattsville, Maryland. En su último año como sénior, jugó 23 partidos, promediando 12,5 puntos por partido.

### Universidad
Grant promedió 12,1 puntos, 6,8 rebotes y 1,4 asistencias en 31,4 minutos por partido en 2013-14, mientras tiro para un 49,6 % desde el campo; también anotó dobles dígitos en 24 de los 32 partidos y registró 19 puntos en tres ocasiones. También fue nombrado en la selección de mención honorable de la Atlantic Coast Conference de 2014.
En abril de 2014, Grant declaró su elegibilidad para el draft de la NBA, renunciando a sus dos últimos años de elegibilidad universitaria.

#### Estadísticas
| Año     | Equipo   | PJ | PT | MPP  | %TC  | %3P  | %TL  | RPP | APP | ROB | TPP | PPP  |
| ------- | -------- | -- | -- | ---- | ---- | ---- | ---- | --- | --- | --- | --- | ---- |
| 2012-13 | Syracuse | 40 | 9  | 14.3 | .462 | .400 | .562 | 3.0 | .5  | .4  | .5  | 3.9  |
| 2013–14 | Syracuse | 32 | 20 | 31.4 | .496 | .000 | .674 | 6.8 | 1.4 | .8  | .6  | 12.1 |
| Total   | Total    | 72 | 29 | 21.9 | .486 | .300 | .641 | 4.7 | .9  | .6  | .5  | 7.5  |

### Profesional

Grant con Oklahoma en 2017.

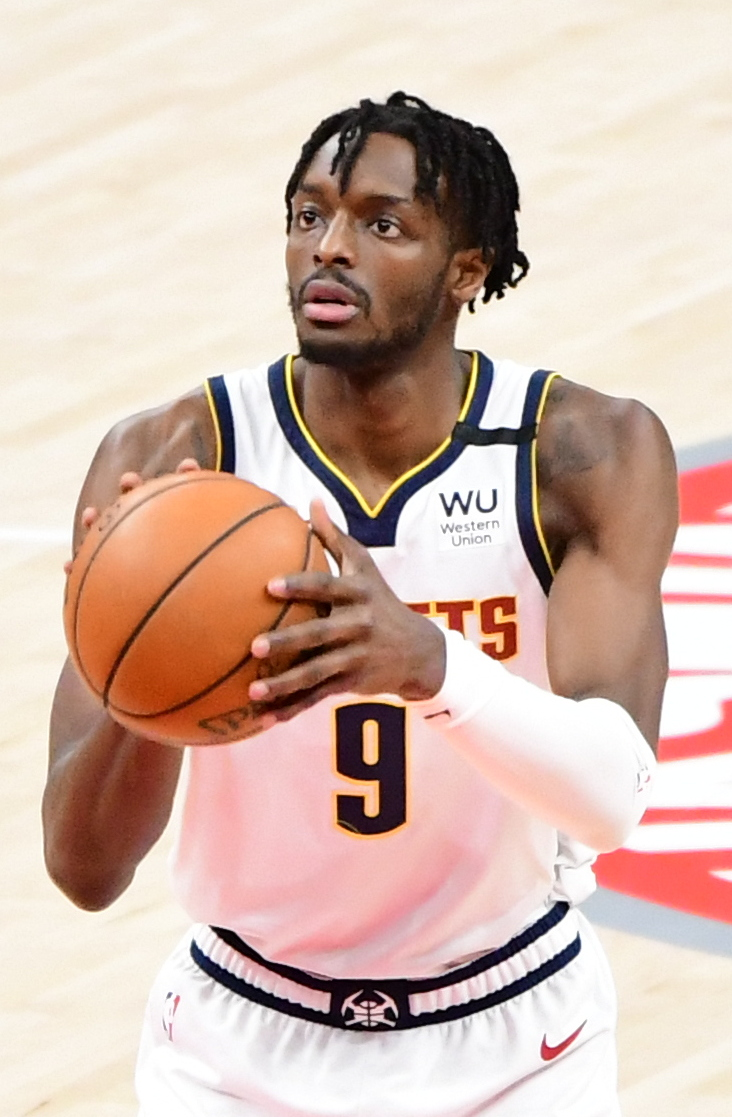
Grant con Denver en 2020.

El 26 de junio de 2014, Grant fue seleccionado en el puesto número 39 del Draft de la NBA de 2014 por los Philadelphia 76ers. A finales de septiembre de 2014, firmó un acuerdo con los 76ers.
Después de dos años en Philadelphia y al inicio de su tercera campaña, el 1 de noviembre de 2016, fue traspasado a Oklahoma City Thunder a cambio de Ersan Ilyasova y una futura ronda del draft.
Tras tres temporadas en Oklahoma, en la que la última fue titular indiscutible, el 8 de julio de 2019, es traspasado a Denver Nuggets a cambio de una primera ronda de draft de 2020.
Después de un año en Denver, el 20 de noviembre de 2020, ficha con Detroit Pistons. El 17 de febrero de 2021 ante Chicago Bulls anota 43 puntos, su récord personal de anotación hasta ese momento.
Durante su segunda temporada en Detroit, el 19 de marzo de 2022 ante Cleveland Cavaliers anota 40 puntos.
Tras dos temporadas en Detroit, las más anotadoras de su carrera, el 22 de junio de 2022, es traspasado a Portland Trail Blazers.
En su primera temporada con los Blazers, el 4 de noviembre de 2022, anotó una canasta ganadora sobre la bocina ante Phoenix Suns. El 25 de noviembre anota 44 puntos ante New York Knicks.
En junio de 2023, acuerda una extensión de contrato con los Blazers por 5 años y $160 millones.
El 8 de febrero de 2024 anota 49 puntos ante Detroit Pistons, su récord personal.

## Selección nacional
Fue parte del combinado juvenil estadounidense que disputó y ganó el Campeonato FIBA Américas Sub-18 de 2012.
En el verano de 2021, fue parte de la selección absoluta estadounidense que participó en los Juegos Olímpicos de Tokio 2020, que ganó la medalla de oro.

## Estadísticas de su carrera en la NBA

### Temporada regular
| Año     | Equipo        | PJ  | PT  | MPP  | %TC  | %3P  | %TL  | RPP | APP | ROB | TPP | PPP  |
| ------- | ------------- | --- | --- | ---- | ---- | ---- | ---- | --- | --- | --- | --- | ---- |
| 2014-15 | Philadelphia  | 65  | 11  | 21.2 | .352 | .314 | .591 | 3.0 | 1.2 | .6  | 1.0 | 6.3  |
| 2015-16 | Philadelphia  | 77  | 52  | 26.8 | .419 | .240 | .658 | 4.7 | 1.8 | .7  | 1.6 | 9.7  |
| 2016-17 | Philadelphia  | 2   | 0   | 20.5 | .353 | .000 | .500 | 3.5 | .0  | .0  | 2.0 | 8.0  |
| 2016-17 | Oklahoma City | 78  | 4   | 19.1 | .469 | .377 | .619 | 2.6 | .6  | .4  | 1.0 | 5.4  |
| 2017-18 | Oklahoma City | 81  | 1   | 20.3 | .535 | .291 | .675 | 3.9 | .7  | .4  | 1.0 | 8.4  |
| 2018-19 | Oklahoma City | 80  | 77  | 32.7 | .497 | .392 | .710 | 5.2 | 1.0 | .8  | 1.3 | 13.6 |
| 2019-20 | Denver        | 71  | 24  | 26.6 | .478 | .389 | .750 | 3.5 | 1.2 | .7  | .8  | 12.0 |
| 2020-21 | Detroit       | 54  | 54  | 33.9 | .429 | .350 | .845 | 4.6 | 2.8 | .6  | 1.1 | 22.3 |
| 2021-22 | Detroit       | 47  | 47  | 31.9 | .426 | .358 | .838 | 4.1 | 2.4 | .9  | 1.0 | 19.2 |
| 2022-23 | Portland      | 63  | 63  | 35.7 | .475 | .401 | .813 | 4.5 | 2.4 | .8  | .8  | 20.5 |
| 2023-24 | Portland      | 54  | 54  | 33.9 | .451 | .402 | .817 | 3.5 | 2.8 | .8  | .6  | 21.0 |
| 2024-25 | Portland      | 47  | 47  | 32.4 | .373 | .365 | .849 | 3.5 | 2.1 | .9  | 1.0 | 14.4 |
| Total   | Total         | 719 | 434 | 27.9 | .449 | .364 | .753 | 3.9 | 1.6 | .7  | 1.0 | 13.1 |

### Playoffs
| Año   | Equipo        | PJ | PT | MPP  | %TC  | %3P  | %TL  | RPP | APP | ROB | TPP | PPP  |
| ----- | ------------- | -- | -- | ---- | ---- | ---- | ---- | --- | --- | --- | --- | ---- |
| 2017  | Oklahoma City | 5  | 0  | 22.2 | .613 | .333 | .857 | 3.8 | .8  | .2  | .4  | 9.2  |
| 2018  | Oklahoma City | 6  | 0  | 22.2 | .514 | .250 | .455 | 3.3 | 1.0 | .7  | .5  | 7.2  |
| 2019  | Oklahoma City | 5  | 5  | 35.2 | .500 | .450 | .692 | 5.6 | .8  | .6  | 2.0 | 11.6 |
| 2020  | Denver        | 19 | 16 | 34.4 | .406 | .326 | .889 | 3.3 | 1.3 | .6  | .8  | 11.6 |
| Total | Total         | 35 | 21 | 30.7 | .456 | .341 | .800 | 3.7 | 1.1 | .5  | .9  | 10.5 |

## Vida personal
Grant es hijo de Harvey y Beverly Grant, y tiene tres hermanos: Jerai, Jerian y Jaelin. Harvey jugó baloncesto universitario en Clemson y Oklahoma, y fue la selección número 12 en el Draft de la NBA de 1988, pasando a jugar durante 11 años en la NBA con los Washington (Bullets y Wizards), Portland y Philadelphia. El tío de Grant, Horace (hermano gemelo de Harvey), jugó baloncesto universitario en Clemson y fue campeón de la NBA en cuatro ocasiones con Chicago y Los Ángeles.